# Kirchhorst
Kirchhorst ist eine Ortschaft der Gemeinde Isernhagen in der niedersächsischen Region Hannover.

## Geschichte
Kirchhorst wurde als welfisches Kirchspiel Horst im Jahr 1329 gegründet. 1353 wurde es, zusammen mit den Dörfern Großhorst und Stelle, vom Herzogtum Braunschweig-Lüneburg an die Adelsfamilie von Cramm verkauft und vom Kirchspiel Burgdorf losgelöst. Diese übernahm auch das Kirchenpatronat und baute die aus dem 12. Jahrhundert stammende romanische Kapelle um und vergrößerte sie im gotischen Stil. Das Kirchhorster Wappen ist dem der Familie von Cramm entlehnt. In der St.-Nikolaus-Kirche zeigt ein farbiges Glasfenster das Familienwappen mit den drei Lilien.
1929 wurde Kirchhorst durch die zuvor eigenständigen Dörfer Großhorst und Stelle erweitert. Kirchhorst behielt zwei Freiwillige Feuerwehren. Dies sind die 1932 gegründete Freiwillige Feuerwehr in Kirchhorst und die schon 1912 gegründete Freiwillige Feuerwehr in Stelle. Diese wurden am 15. Januar 2024 zu der Feuerwehr Kirchhorst-Stelle vereint.
Literarische Erwähnung erlangte Kirchhorst durch die Kirchhorster Blätter als Tagebuch-Aufzeichnungen des Schriftstellers Ernst Jünger (1895–1998) aus den Jahren 1944/1945. Darin beschreibt er zum Ende des Zweiten Weltkriegs die Bombenangriffe auf die kriegswichtige Erdölraffinerie Deurag-Nerag im nahe gelegenen Misburg und auf Hannover, die Auflösungserscheinungen in den letzten Kriegsmonaten und den Einmarsch alliierter Truppen. Hierzu gehört insbesondere der Flugzeugabschuss eines US-Bombers durch eine deutsche Flak nahe dem Ortsteil Stelle mit nachfolgendem Absturz im benachbarten Altwarmbüchen am 26. November 1944. Jünger wohnte in seiner Kirchhorster Zeit (1939–1950) in dem neben der Kirchhorster St.-Nikolai-Kirche gelegenen Pfarrhaus.
Von Kirchhorst aus veröffentlichte Jünger im Jahre 1939 auch seinen Roman Auf den Marmorklippen, in dem er eine fiktive Gesellschaft im Umbruch – mit NS-kritischen Analogien – beschreibt. Gegen Kriegsende im Jahre 1945 befahl Jünger als Volkssturmkommandant in Kirchhorst, keinen Widerstand gegen die anrückenden alliierten Truppen zu leisten. Damit bewahrte er den Ort vor Kriegsschäden.
Der Ort besteht aus vielen älteren Häusern und Bauernhöfen sowie kontinuierlich neu angelegten Baugebieten, die sich in den gewachsenen Ortsbestand eingliedern.
Im Zuge der Gebietsreform in Niedersachsen, die am 1. März 1974 stattfand, wurden die zuvor selbstständigen Gemeinden Altwarmbüchen, Kirchhorst und Neuwarmbüchen sowie die vier Isernhagen-Altdörfer (Farster Bauerschaft, Hohenhorster Bauerschaft, Kircher Bauerschaft und Niedernhägener Bauerschaft) in die neue Gemeinde Warmbüchen eingegliedert. Diese wurde am 1. Juni 1975 amtlich in Isernhagen umbenannt.

## Politik

### Ortsrat
Der Ortsrat von Kirchhorst setzt sich aus sieben Ratsmitgliedern zusammen. Im Ortsrat befindet sich zusätzlich ein beratendes Mitglied der FDP.
- CDU: zwei Sitze
- SPD: zwei Sitze
- Grüne: ein Sitz
- FDP: ein Sitz
- Wählergemeinschaft für Kirchhorst: ein Sitz

(Stand: Kommunalwahl 12. September 2021)

### Ortsbürgermeister
Der Ortsbürgermeister von Kirchhorst ist Herbert Löffler (SPD). Seine Stellvertreter sind Robin Triebsch (CDU) und Ulrich von Rautenkranz (FDP).

### Wappen
Der Entwurf des Kommunalwappens von Kirchhorst stammt von dem Heraldiker und Wappenmaler Gustav Völker, der zahlreiche Wappen in der Region Hannover erschaffen hat. Die Genehmigung des Wappens wurde durch den Regierungspräsidenten in Lüneburg am 4. Mai 1965 erteilt.
| Wappen von Kirchhorst | Blasonierung: „In Silber eine gestürzte, geschweifte, rote mit drei (2 : 1) silbernen Lilien belegte Spitze, die ein achtspeichiges, schwarzes Wagenrad bis zur Mitte überdeckt, begleitet von zwei grünen Eichenblättern.“ |
| Wappen von Kirchhorst | Wappenbegründung: In der Gemeinde ist früher die Familie von Cramm begütert gewesen. Aus dem Wappen dieser Familie sind die drei Lilien entnommen worden. Die Zahl drei ist auch deshalb gewählt worden, weil die Gemeinde Kirchhorst aus drei Ortsteilen gebildet worden ist. Das Wagenrad soll symbolisieren, dass Kirchhorst an der Bundesstraße 3 liegt, die sich aus einem uralten Verkehrsweg entwickelt hat. Die Eichenblätter zeigen an, dass auch Kirchhorst über einen reichen Eichenbestand verfügt. |

## Kultur und Sehenswürdigkeiten

### Bauwerke
Die St.-Nikolai-Kirche ist ein reizvolles Baudenkmal. Sie wurde im 14. Jahrhundert mit einem hölzernen Turm erbaut, steht aber auf Grundmauern einer deutlich älteren romanischen Kapelle. Erwähnenswert sind Freskenmalereien im Chor und an den Innenwänden sowie der heilige Nikolaus als Schutzheiliger der Kirche.

### Grünflächen und Naherholung
Große Waldgebiete und Wiesenflächen, darunter das Altwarmbüchener Moor, grenzen direkt an die Ortschaft an. Der Kirchhorster See entstand beim Ausbau der Bundesautobahn 7 Ende der 1950er Jahre durch Sandentnahmen. Er wurde 1969 offiziell eingeweiht. Der See hat 4,8 Hektar Fläche und ist bis zu 7,5 m tief. Es gibt eine öffentlich zugängliche Badestelle. Den See umgeben Liege- und Ruheflächen für den Badebetrieb von etwa 2 Hektar.

### Fotogalerie

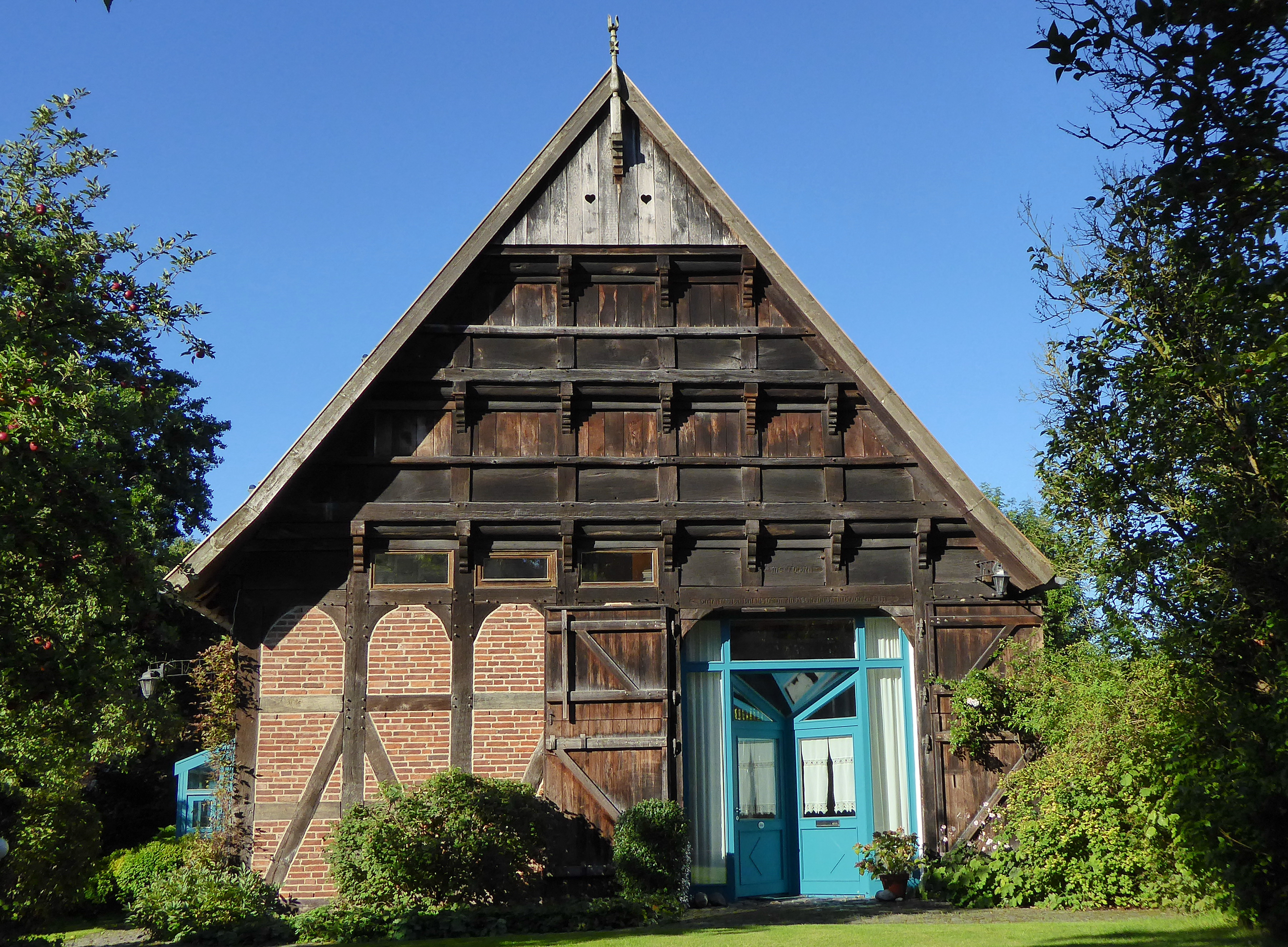
Baudenkmal Längsdurchfahrt-Scheune
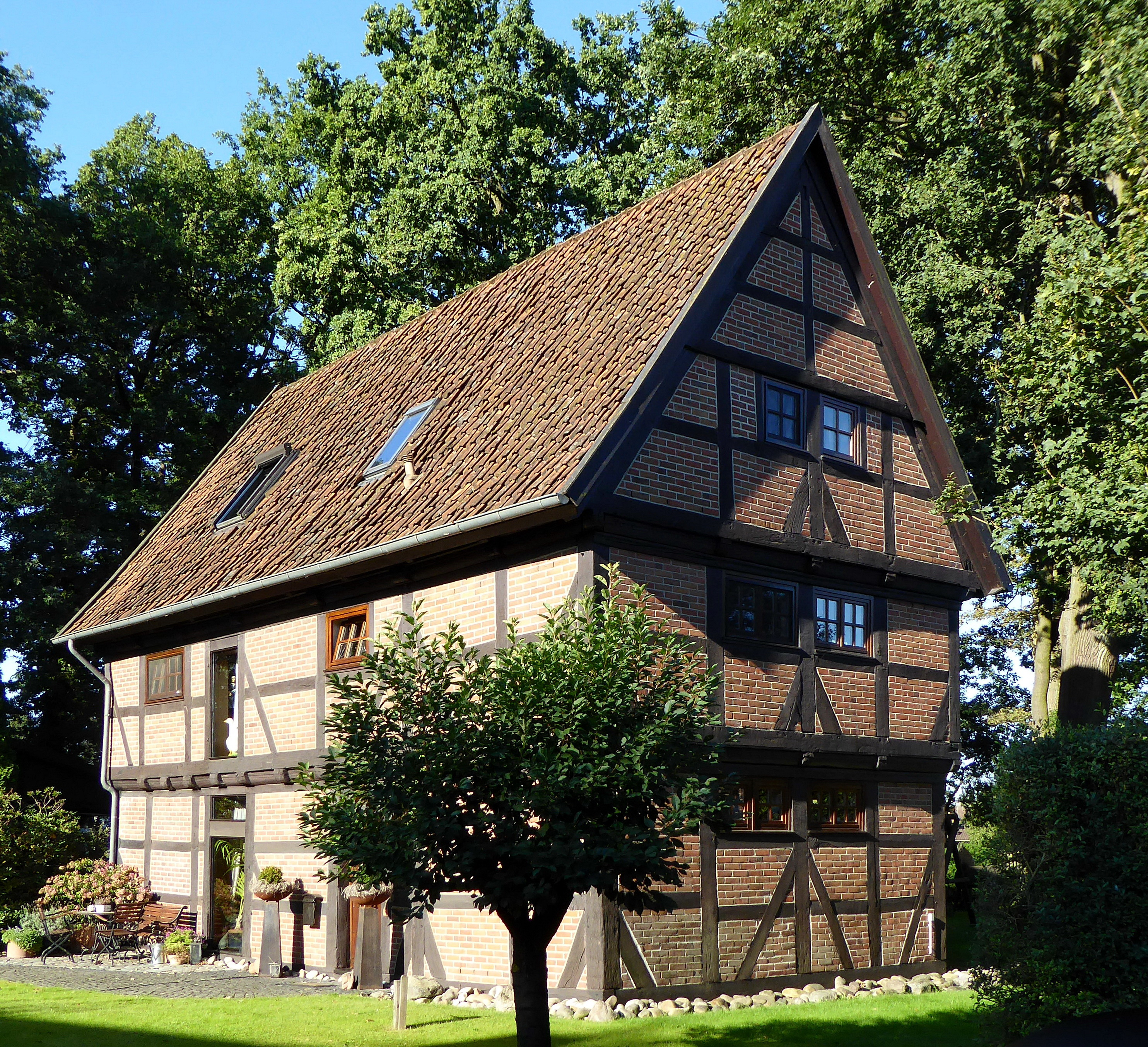
Baudenkmal Speicher
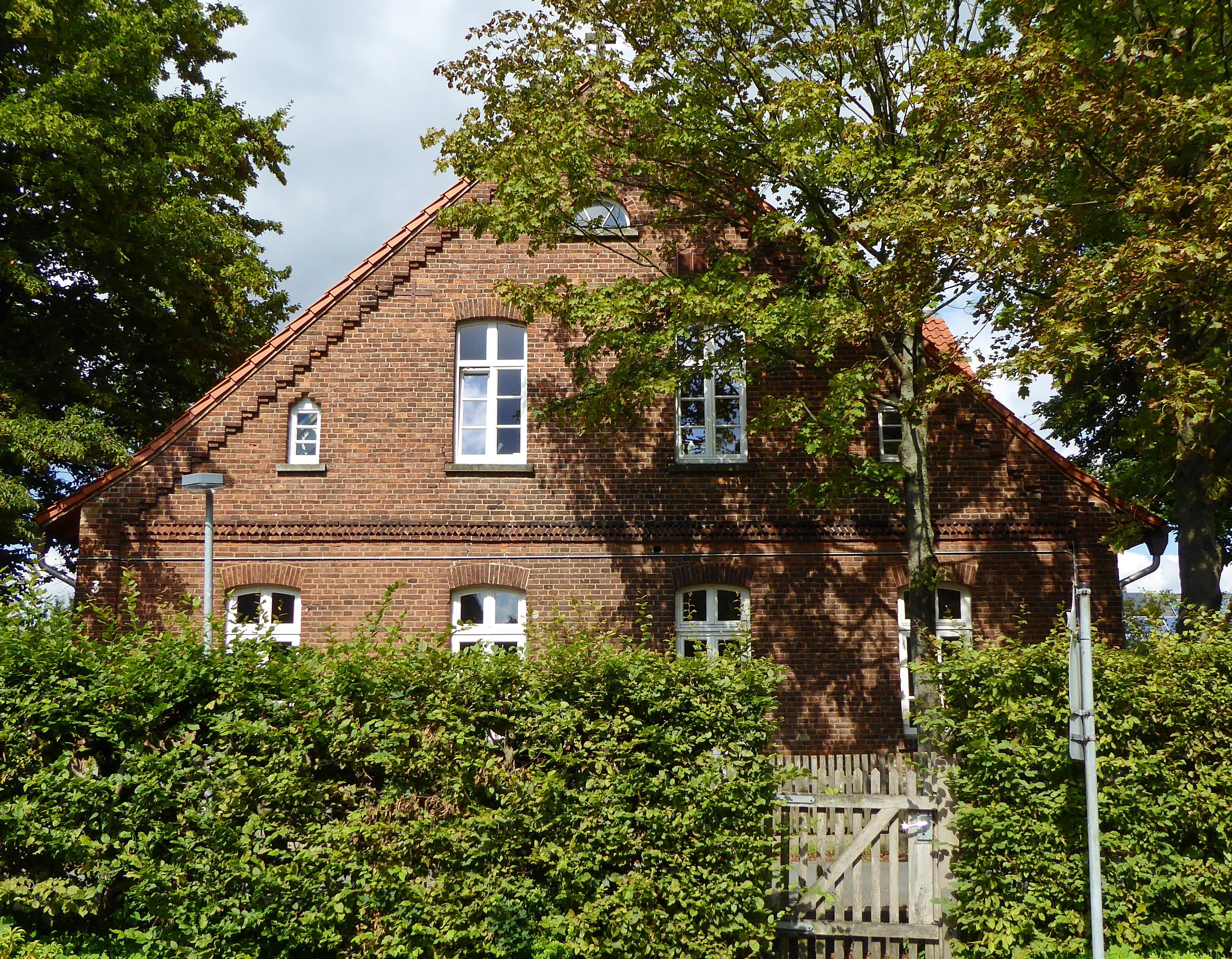
Baudenkmal Alte Schule
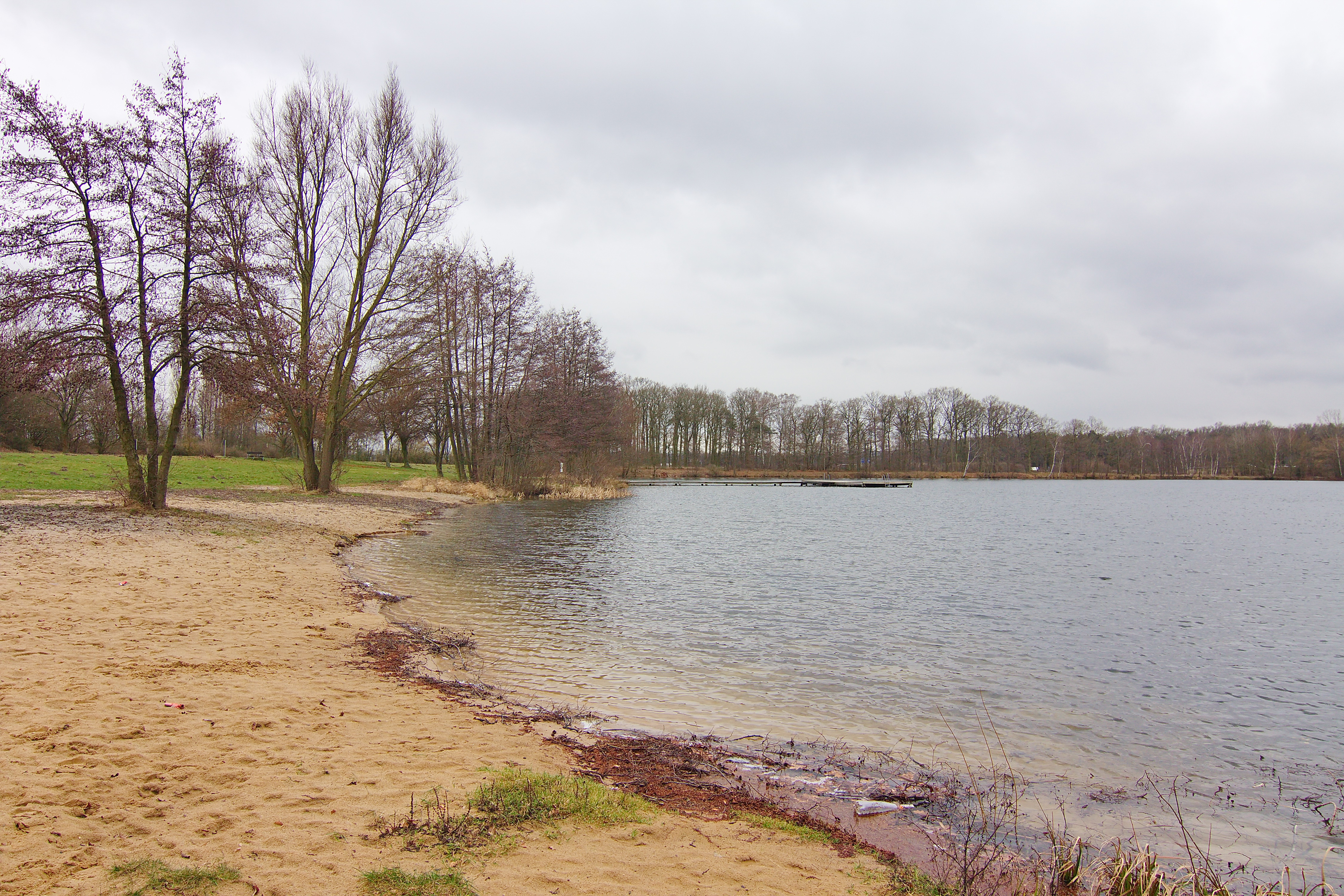
Kirchhorster See

## Wirtschaft und Infrastruktur

### Unternehmen
Bis 1986 gab es den Freizeitpark Kirchhorst, der wahrscheinlich wegen zu hoher behördlicher Auflagen geschlossen wurde. Der Park bot eine Reihe von Freizeitmöglichkeiten, wie Achterbahn, Minigolfanlage sowie eine Marienkäferbahn. Die Reste der Bauten, wie der Haupteingang, das Restaurant, Brücken und die Sektbar, sind noch heute vorhanden. Die Loopingbahn des Parks befindet sich heute unter dem Namen „Vertigo“ im Freizeitpark „Zoomarine“ bei „Pomezia“, 20 km südlich von Rom.
Bis 1992 gab es in Kirchhorst ein Autokino, welches 2001 wieder neu eröffnet wurde. Nach erneutem Scheitern des Projekts wurde es endgültig geschlossen und dessen Überreste wurden mittlerweile beseitigt.

### Öffentliche Einrichtungen
In unmittelbarer Nachbarschaft zur Kirche befinden sich die Grundschule, die Kindertagesstätte, das Jugendfreizeitheim sowie die Begegnungsstätte.

### Verkehr
Durch den Ort führt als Hauptverkehrsstraße die ehemalige Bundesstraße 3. Seit dem Bau der Bundesautobahn 37 in den 1980er Jahren wurde die Bundesstraße 3 auf diese ver- und somit aus Kirchhorst ausgelagert. Es besteht vom Ort ein günstiger verkehrsmäßiger Anschluss an die Bundesautobahnen 2 und 7.
Mehrere Regionalbuslinien führen nach Altwarmbüchen (dort Endhaltestelle der Stadtbahn Hannover). Eine Buslinie führt über einige Ortschaften nach Burgdorf (Bahnhof Burgdorf  an der Bahnstrecke Lehrte–Hamburg-Harburg), von wo die S-Bahn Hannover verkehrt. Einige Buslinien verbinden Kirchhorst mit vielen Ortschaften im Norden, so auch mit Burgwedel und dem dortigen Bahnhof an der Bahnstrecke Hannover–Celle, der im Regionalverkehr bedient wird.

## Belege
1. 1 2  
Zahlen und Fakten. In: Website Gemeinde Isernhagen. 1. Januar 2021, abgerufen am 14. Dezember 2021.
2. ↑  Gemeinde Isernhagen: Feuerwehr Kirchhorst-Stelle. 15. Januar 2024, abgerufen am 7. April 2024.
3. ↑  
Statistisches Bundesamt (Hrsg.): Historisches Gemeindeverzeichnis für die Bundesrepublik Deutschland. Namens-, Grenz- und Schlüsselnummernänderungen bei Gemeinden, Kreisen und Regierungsbezirken vom 27.5.1970 bis 31.12.1982. W. Kohlhammer, Stuttgart / Mainz 1983, ISBN 3-17-003263-1, S. 222 (Statistische Bibliothek des Bundes und der Länder [PDF; 41,1 MB]).
4. ↑  
Statistisches Bundesamt (Hrsg.): Historisches Gemeindeverzeichnis für die Bundesrepublik Deutschland. Namens-, Grenz- und Schlüsselnummernänderungen bei Gemeinden, Kreisen und Regierungsbezirken vom 27.5.1970 bis 31.12.1982. W. Kohlhammer, Stuttgart / Mainz 1983, ISBN 3-17-003263-1, S. 197 (Statistische Bibliothek des Bundes und der Länder [PDF; 41,1 MB]).
5. 1 2  
Ortsrat Kirchhorst. In: Website Gemeinde Isernhagen. Abgerufen am 14. Dezember 2021.
6. 1 2  Landkreis Hannover (Hrsg.): Wappenbuch des Landkreises Hannover: 100 Jahre Landkreis Hannover. Selbstverlag, Hannover 1985, OCLC 256065728, S. 206–207 (543 S., eingeschränkte Vorschau in der Google-Buchsuche [abgerufen am 27. Februar 2022]).
7. ↑  
Eintrag der Loopingbahn des ehemaligen Parks. In: Website Rollercoaster Database. Abgerufen am 14. Dezember 2021.